# Дижон ФКО
„Дижон Футбол Кот д’Ор“ (на френски: Dijon Football Côte d’Or), още Дижон ФКО, ДФКО или просто Дижон е френски футболен клуб от едноименния град. Основан през 1998 г., в резултат от сливането на отборите на „Серкъл Дижон“ и „Дижон ФК“. Домакинските си мачове играе на арена „Стад Гастон Жерар“, с капацитет 15 995 зрители. През сезон 2010/11 клуб заема 3 място в Лига 2 и за първи път в исторята си завоюва правото да играе в Лига 1. Не му се отдава да се закрепи в елита и през сезон 2012/13 играе във Втора лига. През 2015/16, заема 2 място и се завръща в Лига 1.

## Успехи
- Лига 1:
  - 11-о място (1): 2017/18
- Купа на Франция:
  - 1/2 финалист (1): 2003/04
- Лига 2:
  -  Сребърен медал (1): 2015/16
- Шампионат на Бургундия:
  -  Шампион (1): 2013
- Купа на Бургундия:
  -  Носител (2): 2010, 2011

Серкъл Дижон:
- Шампионат на Бургундия:
  -  Шампион (8): 1960, 1962, 1969, 1974, 1988, 1993, 1995, 1998
- Купа на Бургундия:
  -  Носител (2): 1949, 1980

Дижон ФК:
- Купа на Бургундия:
  -  Носител (1): 1995

ФК Дижон:
- Шампионат д'Оньор промоция на Бургундия:
  -  Шампион (1): 1938

## Известни играчи
- Хосин Метреф
- Ведад Ибишевич
- Пиер-Емерик Обамеянг
- Микаел Такалфред
- Майкъл Клюковски
- Моке Кажима
- Барел Муко
- Абдулай Мейте
- Жак-Дезире Перятамби
- Якуб Ба
- Халид Реграгуй
- Федерико Магалянес
- Ерик Кариер
- Орелиан Монтаруп
- Звонко Живкович

## Български футболисти
- Димитър Макриев: 2005/06 - (6 мача - 0 гола)

## Известни треньории
- Руди Гарсия (2002 – 2007)
- Фарук Хаджибегич (2008 – 2009)